# Frederik Holst (fodboldspiller)
 For alternative betydninger, se Frederik Holst. (Se også artikler, som begynder med Frederik Holst)
Frederik Lucas Holst (født 24. september 1994) er en professionel dansk fodboldspiller, der er uden kontrakt.
Frederik Holst spiller normalt centrale midtbane, men kan også spille som højre back.

## Baggrund
Han er født og opvokset i Vanløse med sin mor og lillesøster, hans far er spansk. Det er fra hans far at han har navnet "Lucas" og mor kommer med efternavnet "Holst".

## Klubkarriere

### Brøndby IF
Den 9. maj 2012 skrev Holst under på en toethalvtårig kontrakt Brøndby IF, hvormed han var på kontrakt frem til slutningen af 2014.
Han fik sin debut debut for Brøndby IF i Superligaen den 13. maj 2012, da han blev skiftet ind efter 86 minutter i stedet for Patrick Olsen i en 1-5-sejr ude over AGF. Den 26. september 2012 scorede han sit første seniormål for Brøndby, da han scorede det sidste mål i 3-0-sejren hjemme over 1. divisionsklubben B93 i DBU Pokalen. Han blev samtidig udnævnt som kampens spiller for sin præstation i kampen. Han spillede 24 kampe, hvoraf de 17 var fra start, på trods af at han stadig var en del af ungdomstruppen.
Han blev officielt en del af A-truppen i Brøndby den 1. juli 2013, hvor han samtidig blev tildelt trøje nummer 12. Den 30. september 2013 skrev han under på en ny fireårig kontrakt, frem til sommeren 2017, hvorefter han forlod klubben.

### Sparta Rotterdam
Frederik Holst skrev den 23. august 2017 under på en kontrakt med hollandske Sparta Rotterdam.[kilde mangler]